# Kozmice (ort i Tjeckien, Mellersta Böhmen)
Kozmice är en ort i Tjeckien.   Den ligger i regionen Mellersta Böhmen, i den centrala delen av landet, 40 km sydost om huvudstaden Prag. Kozmice ligger 490 meter över havet och antalet invånare är 222.
Terrängen runt Kozmice är platt söderut, men norrut är den kuperad. Kozmice ligger uppe på en höjd. Runt Kozmice är det ganska tätbefolkat, med 214 invånare per kvadratkilometer. Närmaste större samhälle är Benešov, 9,2 km sydväst om Kozmice. Omgivningarna runt Kozmice är en mosaik av jordbruksmark och naturlig växtlighet.